# Gli alunni del sole
Gli alunni del sole è un romanzo umoristico di Giuseppe Marotta, pubblicato nel 1952. Marotta fonde elementi della vita quotidiana dei vicoli e dei bassi di Napoli con elementi della mitologia classica.
Un adattamento radiofonico, con la regia di Marco Visconti e Carlo Giuffré come interprete è stato trasmesso dalla RAI il 3 settembre 1954.

## Trama
Federico Sòrice, per trent'anni bidello di Liceo e successivamente "allontanato" perché aveva contratto la singolare abitudine di ritoccare con pallidi inchiostri il disegno della stoffa dei logori soprabiti degli insegnanti, racconta a modo suo la mitologia classica imparata ascoltando dai corridoi le lezioni dei professori. I suoi "alunni" sono il fattorino telegrafico Vincenzo Aurispa, il barbiere don Antonio Pagliarulo, il ciabattino don Catello Debbiase, il fruttivendolo "guappo e becco" Salvatore Cadamartori, e don Rosario Nèpeta, il gobbo, che si ritrovano di volta in volta per le strade, le piazze e i muretti di Napoli per ascoltare le "lezioni" dell'ex-bidello, sempre raffrontando le situazioni mitologiche con la loro vita reale.